# Bertsch-Oceanview, California
Bertsch-Oceanview, California (енгл. Bertsch-Oceanview) насељено је место без административног статуса у америчкој савезној држави Калифорнија.

## Демографија
По попису из 2010. године број становника је 2.436, што је 198 (8,8%) становника више него 2000. године.
| Група             | 2000.         | 2010.         |
| Белци             | 1.710 (76,4%) | 1.671 (68,6%) |
| Афроамериканци    | 20 (0,9%)     | 3 (0,1%)      |
| Азијати           | 55 (2,5%)     | 94 (3,9%)     |
| Хиспаноамериканци | 204 (9,1%)    | 310 (12,7%)   |
| Укупно            | 2.238         | 2.436         |